# Odontocolon dentipes
Odontocolon dentipes är en stekelart som först beskrevs av Gmelin 1790.  Odontocolon dentipes ingår i släktet Odontocolon och familjen brokparasitsteklar. Arten är reproducerande i Sverige. Inga underarter finns listade i Catalogue of Life.